# Altiphrynoides malcolmi
Altiphrynoides malcolmi är en groddjursart som först beskrevs av Alice G.C. Grandison 1978.  Altiphrynoides malcolmi ingår i släktet Altiphrynoides och familjen paddor. IUCN kategoriserar arten globalt som starkt hotad. Inga underarter finns listade i Catalogue of Life.